# Thonac
Thonac é uma comuna francesa na região administrativa da Nova Aquitânia, no departamento Dordonha. Estende-se por uma área de 11,68 km². Em 2010 a comuna tinha 256 habitantes (densidade: 21,9 hab./km²).